# Slovenernas, kroaternas och serbernas stat

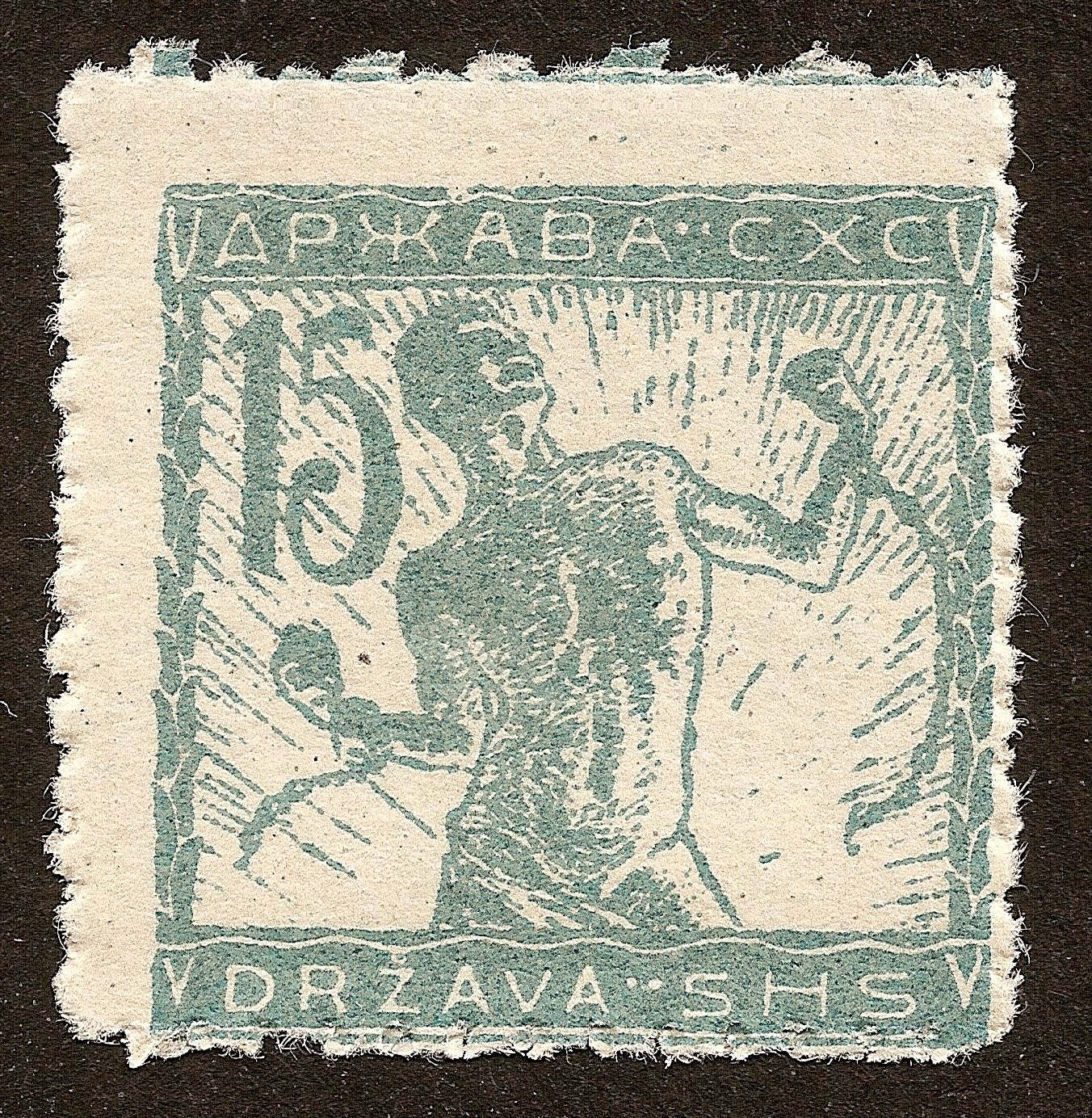
Den kortlivade statens enda frimärke.

Slovenernas, kroaternas och serbernas stat var en kortvarig statsbildning, varaktig endast under ett par månader efter första världskriget. 
Landet bildades den 29 oktober 1918 av de tidigare sydslaviska områdena inom Österrike-Ungern. Dessa områden utgjorde större delen av dagens Kroatien, Slovenien och hela Bosnien-Hercegovina. Landet styrdes av nationalrådet (Narodno vijeće).
Den 1 december samma år gick staten samman med Montenegro och kungariket Serbien och bildade Serbernas, kroaternas och slovenernas kungarike, mest känt som Kungariket Jugoslavien.